# Gennadij Evrjužichin
Gennadij Egorovič Evrjužichin (in russo Геннадий Егорович Еврюжихин?; Kazan', 4 febbraio 1944 – Mosca, 15 marzo 1998) è stato un calciatore sovietico di ruolo attaccante.

## Carriera

### Club
Durante la sua carriera ha giocato principalmente con la Dinamo Mosca, con cui vanta 283 presenze e 54 reti.

### Nazionale
Conta con la Nazionale sovietica 35 presenze e 7 reti.

## Palmarès

### Club
- Coppa dell'URSS: 2

Dinamo Mosca: 1966-1967, 1970
- Campionato sovietico: 1

Dinamo Mosca: 1976 (primavera)

### Nazionale
- Bronzo olimpico: 1

Monaco di Baviera 1972